# Rhynchina tripunctigera
Rhynchina tripunctigera là một loài bướm đêm trong họ Erebidae.